# Elezioni presidenziali in Iran del 1980
Le elezioni presidenziali in Iran del 1980 si sono tenute il 25 gennaio. Esse hanno visto la vittoria di Abolhassan Banisadr, Indipendente, che ha sconfitto Ahmad Madani, che seppur indipendente era membro del Fronte Nazionale dell'Iran.

## Risultati
| Abolhassan Banisadr | Indipendente                                                | 10 709 330 | 76,52 |  |  |  |  |  |
| Ahmad Madani        | Indipendente (membro del Fronte Nazionale dell'Iran)        | 2 224 554  | 15,90 |  |  |  |  |  |
| Hassan Habibi       | Partito Islamico Repubblicano                               | 674 859    | 4,82  |  |  |  |  |  |
| Dariush Forouhar    | Partito della Nazione dell'Iran                             | 133 478    | 0,95  |  |  |  |  |  |
| Sadeq Tabatabaei    | Indipendente (membro del Movimento della libertà dell'Iran) | 114 776    | 0,82  |  |  |  |  |  |
| Kazem Sami          | JAMA                                                        | 89 270     | 0,64  |  |  |  |  |  |
| Sadegh Ghotbzadeh   | Indipendente (membro del Movimento della libertà dell'Iran) | 48 547     | 0,35  |  |  |  |  |  |
| Altri               | -                                                           | 2 110      | 0,02  |  |  |  |  |  |
| Totale              | Totale                                                      | 13 994 814 | 100   |  |  |  |  |  |
|                     |                                                             |            |       |  |  |  |  |  |
| Voti non validi     | Voti non validi                                             | 151 806    | 1,07  |  |  |  |  |  |
| Votanti             | Votanti                                                     | 14 146 620 |       |  |  |  |  |  |

### Risultati a Tehran
A Tehran le elezioni hanno visto i seguenti risultati.
| Candidato            | Voti      |
| -------------------- | --------- |
| Abolhassan Banisadr  | 1.833.197 |
| Ahmad Madani         | 553.557   |
| Hassan Habibi        | 90.228    |
| Sadeq Tabatabaei     | 28.676    |
| Kazem Sami           | 24.676    |
| Dariush Forouhar     | 22.221    |
| Sadegh Ghotbzadeh    | 12.207    |
| Mohammad Mokri       | 299       |
| Mahmoud Seirafizadeh | 169       |
| Altri                | <100      |

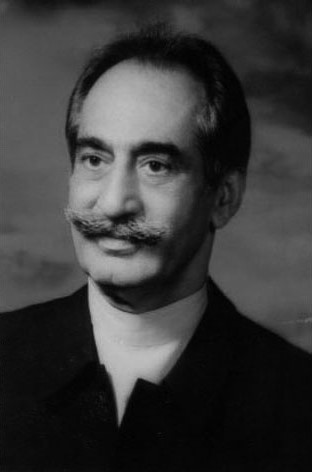
Dariush Forouhar
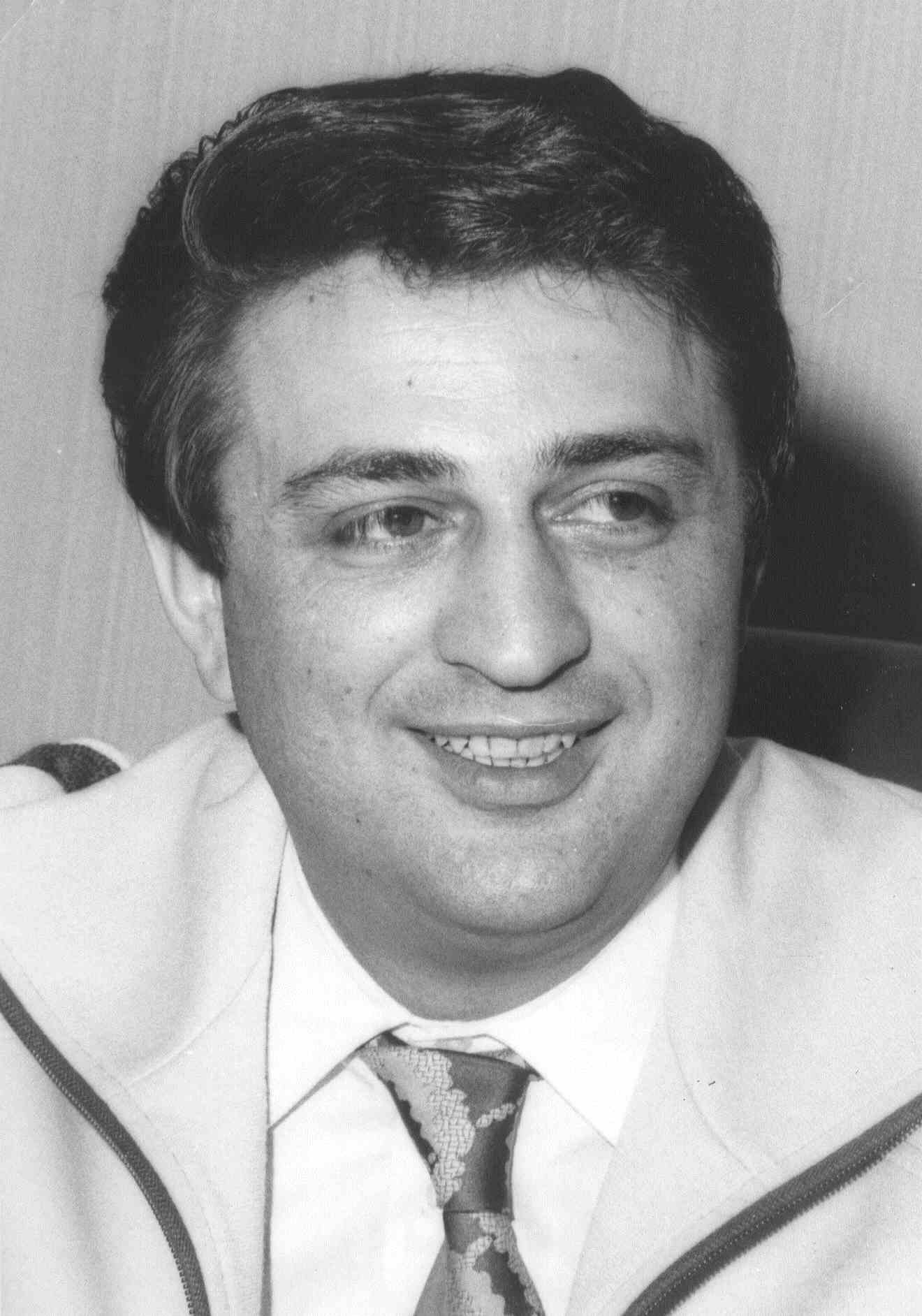
Sadeq Tabatabaei
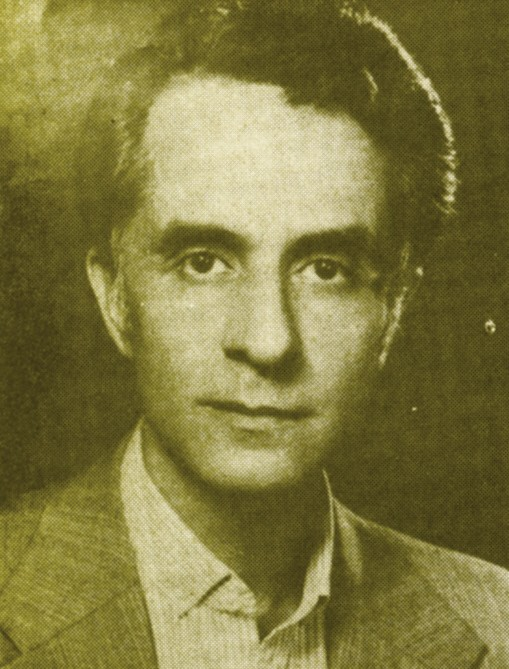
Kazem Sami